# スカンク
スカンク（英: skunk）は、食肉目イヌ型亜目スカンク科（Mephitidae）に属する哺乳類の総称。肛門の両脇にある「肛門傍洞腺（肛門嚢）」から、強烈な悪臭のする分泌液を噴出し、外敵を撃退することで知られている。漢字を当てて臭獣とも表記された。
北アメリカから中央アメリカ、南アメリカにかけて生息する。ただしスカンクアナグマ属は、インドネシア、フィリピンなどマレー諸島の西側の島々に生息する。
スカンク科には4属12種が属する。多くは白黒まだらの体色をし、模様は種によってそれぞれ異なる。よく目立つ模様は外敵に対する警戒色となっている。
四肢は短く、爪は長くてするどい。夜行性。単独性。
体長は40〜68cm、体重は0.5〜3kg。ふさふさとした長い尾をもつ。雑食性であり、ネズミなどの小型哺乳類、鳥の卵、昆虫、果実などを食べる。地中に巣穴をつくる。冬などは巣穴にこもることが多いが、真の冬眠をするわけではない。
スカンクは狂犬病の媒介者として知られている。テキサス州やカリフォルニア州などでは、人間が狂犬病にかかる感染源のトップに挙げられる。狂犬病に感染したスカンクはあらゆる動物に攻撃を仕掛けるため、これによって感染した家畜を介して、人間にも感染すると考えられる。なお、スカンクが肛門傍洞腺（肛門嚢）から放出した分泌液を介して狂犬病に感染した例は知られていない。

## スカンクの悪臭
スカンクの悪臭は肛門傍洞腺（肛門嚢）から放出される分泌液によるものである。食肉類の多くは肛門傍洞腺（肛門嚢）を有するが、そこから放出される分泌液を相手に吹きかける能力やその臭いの強烈さに関しては、スカンク科の動物は特に際立っている。臭いを直接かいでしまえば激しく苦しむことになる。
分泌液の主成分はブチルメルカプタン（C4H9SH）である。においは独特であり、硫化水素臭やにんにく臭など、文献によって異なる。スカンク臭という表現が用いられることも多い。
スカンクは強力なスカンクスメルを発する分泌液を放出する前に、前足で地面を叩いたり尻尾を立てて肛門部を相手に見せたりするなど、特徴的な警告動作を行なう。特にマダラスカンクが行なう逆立ちの警告ポーズは有名である。
警告が無視された場合、スカンクは肛門傍洞腺（肛門嚢）を取り囲む筋肉を収縮させることによって分泌液を相手の顔に目掛けて噴射する。これは4〜5m離れていても命中させることができる。分泌液が目に入った場合、一時的に目が見えなくなる。
悪臭の範囲は風向きによっては2km近くにも及ぶ。分泌液は皮膚の蛋白質と強く結合するため、皮膚に付着した分泌液を取り除くことは困難である。脱臭には専用の脱臭剤が用いられることが多い。また、分泌液が付着した衣服は脱臭が困難なため、破棄せざるを得ない。
肛門傍洞腺（肛門嚢）には5〜6回分（およそ15cc）の分泌液が蓄えられている。空になった肛門傍洞腺（肛門嚢）に分泌液が再充填されるには、およそ1ヶ月程度必要である。
ほとんどの捕食者はスカンクを襲うことはないが、ワシやフクロウなど、頭上から襲いかかる嗅覚の鈍い捕食者には効果がなく、餌食となることが多い。

## 語源
日本語で用いられる「スカンク」は英名の「Skunk」をそのまま拝借したものであるが、そもそもの英名はアメリカ先住民族であるアベナキ族の言葉「セガンク(Seganku)」に由来すると言われており、「吹きかけるもの」を意味する。

## 分類
以前はイタチ科に分類され、スカンクアナグマ属を除いてスカンク亜科Mephitinaeとされており、スカンクアナグマ属はアナグマ亜科に含まれていた。のちにスカンク類を含むイタチ科は側系統とされ、独立した科とされるようになった。2006年以降の分子系統解析による研究では、現生のイタチ上科では最も初期に分岐した系統とする説が有力視されている。
以下の現生種の分類・英名は、Wozencraft (2005) に従う。和名は、川田ら (2018) に従う。
- スカンク属 Mephitis
  - Mephitis mephitis シマスカンク Striped skunk
  - Mephitis macroura セジロスカンク Hooded skunk
- マダラスカンク属 Spilogale
  - Spilogale gracilis セイブマダラスカンク Western spotted skunk
  - Spilogale putorius トウブマダラスカンク Eastern spotted skunk
  - Spilogale pygmaea ピグミーマダラスカンク Pygmy spotted skunk
  - Spilogale angustifrons ミナミマダラスカンク Southern spotted skunk
- ブタバナスカンク属 Conepatus
  - Conepatus leuconotus テキサスブタバナスカンク American hog-nosed skunk
  - Conepatus semistriatus アマゾンスカンク Striped hog-nosed skunk
  - Conepatus chinga チリブタバナスカンク Molina's hog-nosed skunk
  - Conepatus humboldtii フンボルトスカンク Humboldt's hog-nosed skunk
- スカンクアナグマ属 Mydaus
  - Mydaus javanensis スカンクアナグマ Sunda stink badger
  - Mydaus marchei パラワンアナグマ Palawan stink badger

かつてブタバナスカンクConepatus mesoleucusとテキサスブタバナスカンクC. leuconotusはそれぞれ別種として考えられていたが、2005年時点では同種とみなされている。同様に独立種とする説のあったアンデスブタバナスカンクC. rexも、チリブタバナスカンクC. chingaに含められることになった。さらに2013年の研究では、チリブタバナスカンクとフンボルトスカンクC. humboldtiiを同種（C. chingaが有効名となる）とし、4属11種とする見解もある。